# Probable Carboxypeptidase PM20D1
La Probable carboxypeptidasa PM20D1, también llamada Peptidasa M20 domain-containing protein 1, es una proteína perteneciente a la familia Peptidase M20A. Esta proteína proviene del gen PM20D1 (Q6GTS8 en Homo Sapiens) y está localizada en la parte exterior de la membrana de la célula. Es conocida bioquímicamente por unirse a metales y biomedicamente por la posible relación de esta con la quema de grasa y la pérdida de peso.

## Clasificación, estructura y localización
La secuencia del gen que codifica la proteína es: gctaaggctgtttgccggaataagagcagagctagggccaagaaacgctAGTCTGGGCGT.
La proteína PM20D1 está compuesta por una cadena carboxilpeptidasa de 447 aminoácidos (del 25 al 502) y por una secuencia señal de 25 aminoácidos (1-25) donde hay un N-terminal.
- Tiene dos dominios que unen metales: el Zinc 1, en las posiciones 157,192 y 464, y el Zinc 2, en las posiciones 125, 157 y 217. También tiene dos dominios activos: uno en la posición 127 y otro en la 191, el cual actúa como aceptor de protones. Hay un grupo no proteico de N-glicosilación en la posición 252 (GlcNAc).

Localitzación subcelular:

Es una proteína de secreción que se encuentra fuera de la membrana celular, es decir, en la región extracelular.

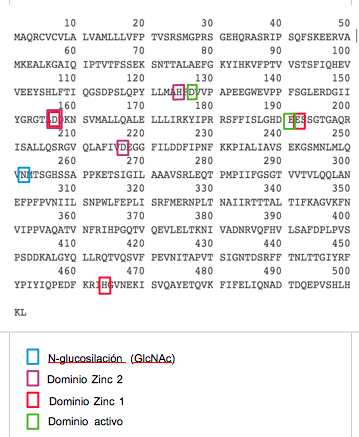
Estructura primaria: secuencia de aminoácidos de la probable carboxypeptidase PM20D1 con sus dominios.

## Funciones
Sus funciones moleculares son:
- La actividad de metalodipeptidasa: realiza la catálisis de la hidrólisis de un dipéptido por un mecanismo en el cual el agua actúa como un nucleófilo y en el cual uno o dos iones metálicos sostienen la molécula de agua en su lugar.

- La actividad de unión de iones de Zinc: la proteína interacciona selectivamente y de forma no covalente con el ion Zinc (Zn).

Está involucrada en diversos procesos biológicos:
- Regulación negativa de la muerte de las neuronas: proceso que detiene, previene o reduce la frecuencia, la velocidad y el grado de muerte de las neuronas.

- Proceso catabólico del péptido: reacciones químicas y vías que resultan de la degradación de péptidos, de compuestos de 2 o más (pero por lo general menos de 100) aminoácidos en los que el grupo carboxilo alfa de uno está unido al grupo alfa amino de otro.

- Regulación de la respuesta de defensa anti-viral por huésped: proceso de huésped (host process) en el que el huésped modula la frecuencia, velocidad o la magnitud de la respuesta antiviral de una célula huésped u organismo huésped .Estructura terciaria de la proteína pm20d1

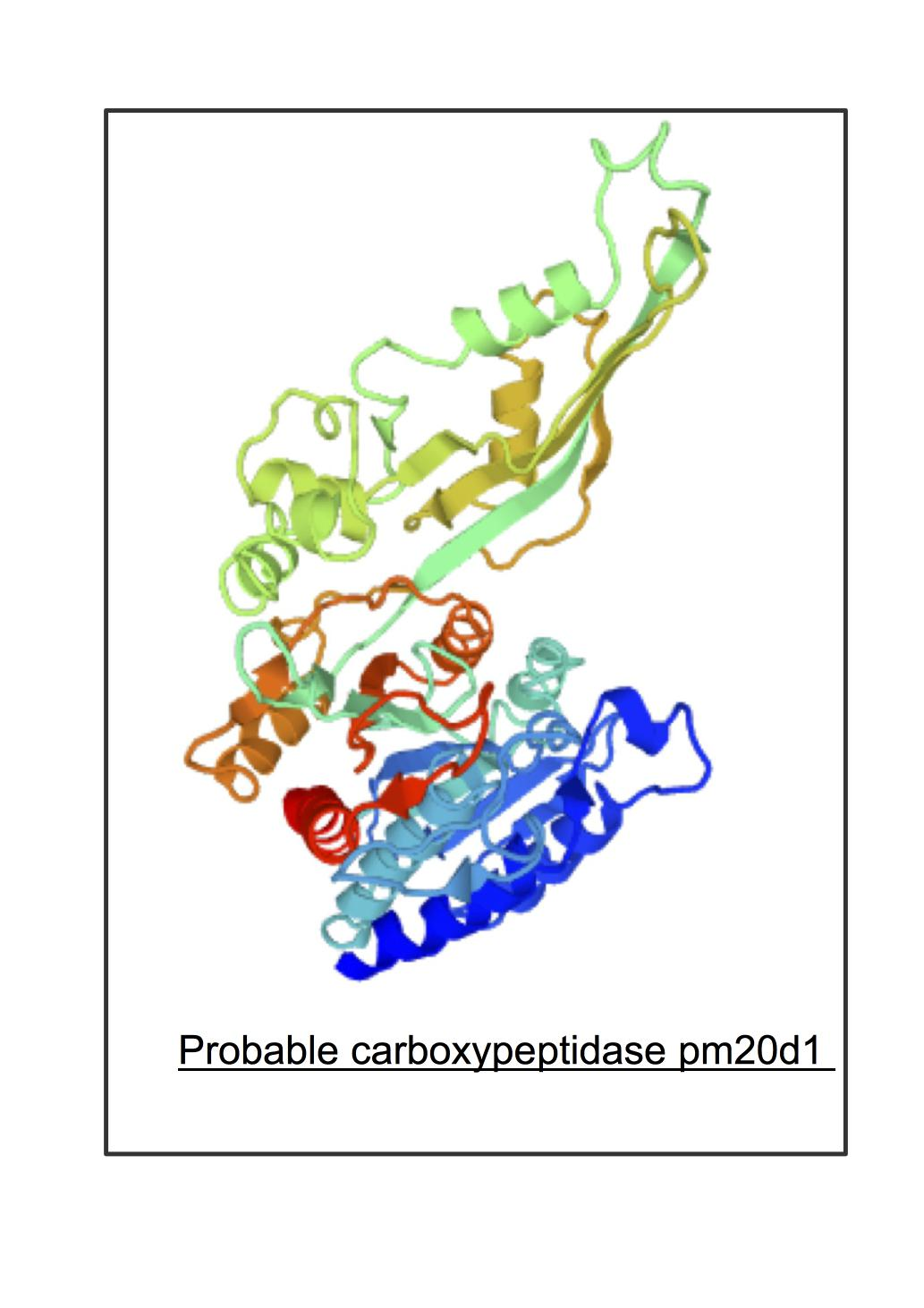
Estructura terciaria de la proteína pm20d1

- Regulación del proceso viral: proceso que modula la velocidad, la magnitud del ciclo de vida viral, el conjunto de los procesos por los que un virus se reproduce y se propaga entre los huéspedes.

## Investigación biomédica y aplicaciones clínicas
Últimamente se ha estudiado la posible relación entre la pérdida significativa de peso y la enzima PM20D1 secretada por las células. Se ha observado que dicha enzima posee una actividad desacopladora, es decir, cuando es secretada por las células, induce la liberación de aminoácidos N-acilo y, estos, separan la quema de grasas de otros procesos metabólicos. De esta manera, se activa el metabolismo de los lípidos del tejido adiposo multilocular, permitiendo una mejora de la homeostasis de la glucosa y aumentando el gasto de energía, consiguiendo, así, reducir la matéria grasa del organismo, sin necesidad de realizar ninguna actividad física.
Existen dos clases principales de tejido adiposo: el tejido adiposo blanco (grasa blanca) y la grasa parda.
El grasa blanca está formado por células grandes, uniloculares, es decir, que poseen una única y gran gota lípidica que mueve el citoplasma y el núcleo hacia la periferia de la célula. En este caso, la glucosa proveniente de los alimentos ingeridos se transforma en ATP, con el fin de generar energía química. 
La grasa parda, está formado por células multiloculares, es decir, que poseen diversas gotas lipídicas. Son más pequeñas que las células unilocualres y su núcleo no se encuentra en la periferia celular.  En estas células abundan las mitocondrias que, al degradar ácidos grasos, transforman la energía en calor. Esto lo hacen gracias a una proteïna que se encuentra en las membranas de sus mitocondrias, la UCP1 o, también denominada, termogenina.
Este estudio ha sido realizado por investigadores del Instituto de Cáncer Dana-Farber, Boston, Massachuseets, y científicos de la Universidad de Carlifornia, Berkeley. El equipo fue dirigido por Bruce Spiegelman, director del Centro para el Metabolismo Energético y la Enfermedad Crónica de Dana-Faber y profesor de Biología Celular y Medicina de la facultad de Medicina de Harvard. Gracias a su hallazgo, se ha descubierto otra vía con la que conseguir la generación de calor a partir de la energía obtenida por la degradación de la materia ingerida, es decir, quemar las calorías en forma de calor, en lugar de almacenarlas en forma de materia grasa.
De momento sus efectos han sido testados con ratones y, tras observar los resultados obtenidos, se cree que esta se podría utilizar para tratar a pacientes con obesidad y otros trastornos relacionados, como la diabetes y la enfermedad del hígado graso (EHNA).